# 火起こし

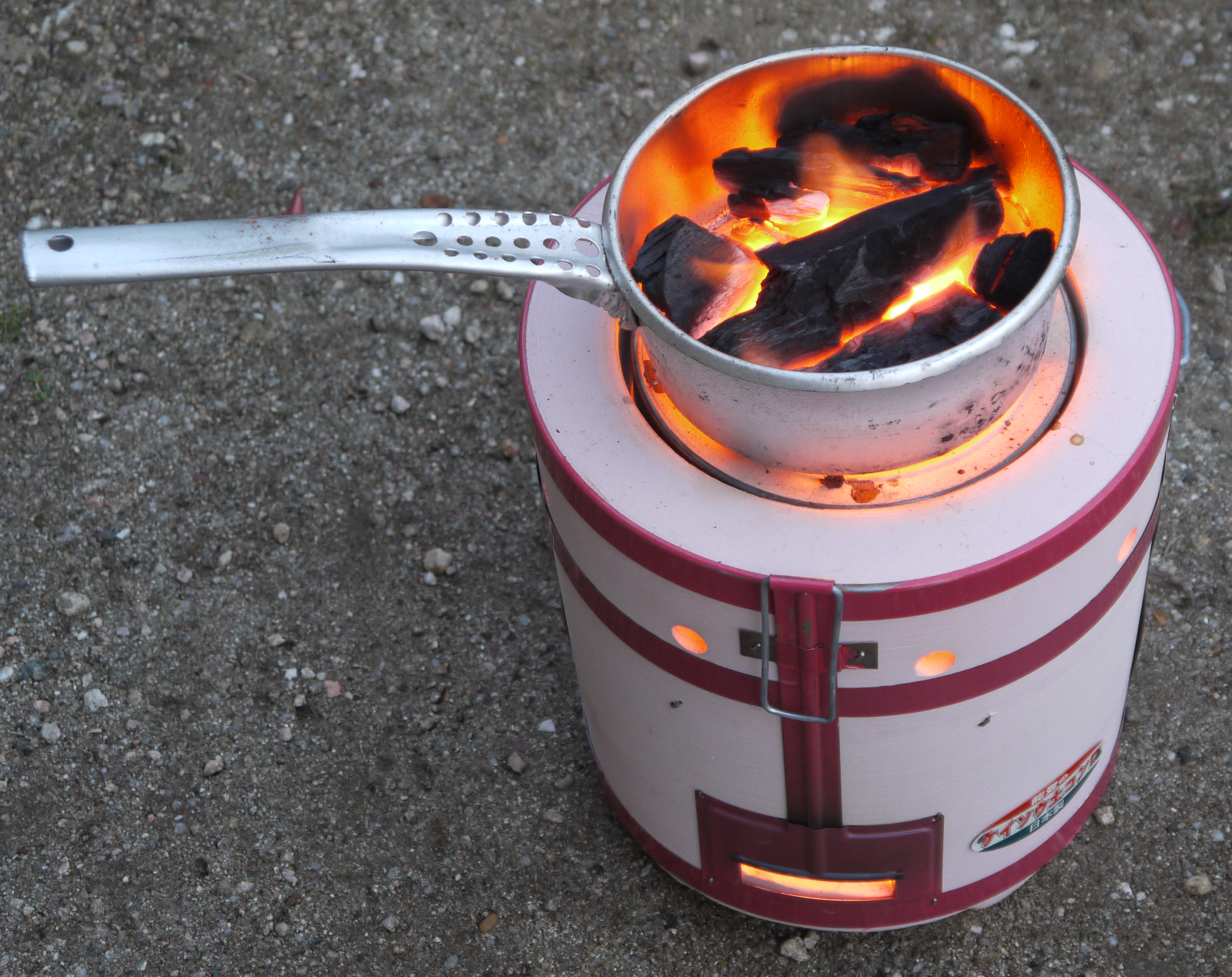
練炭コンロにのせた火熾し器

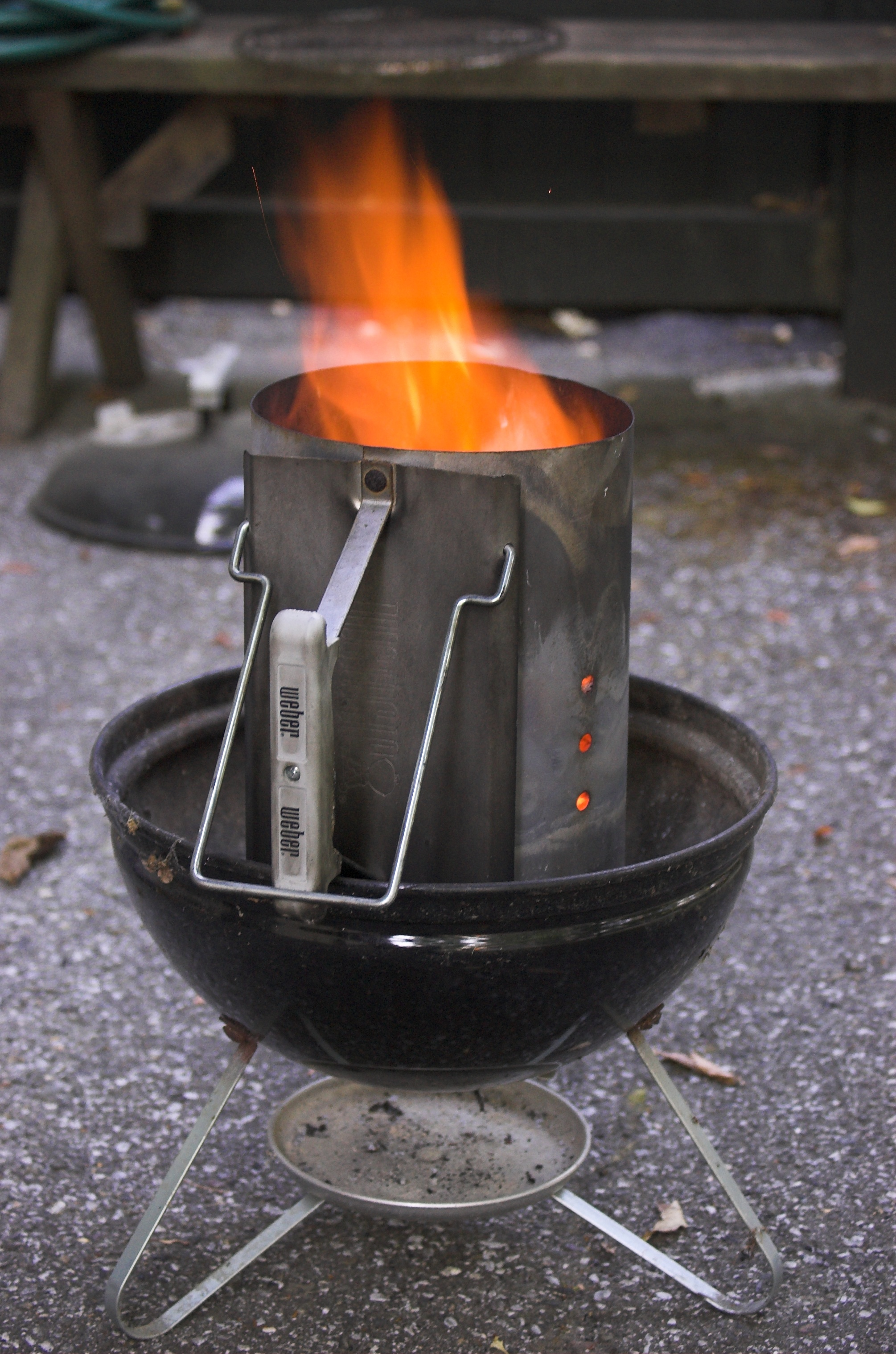
バーベキューグリルに乗せたチャコールスターター　上昇気流を利用して炎を成長させるために煙突状をしている

火起こし（ひおこし、火熾し、火おこしとも表記）とは、炭に着火する道具である。
炭は燃料であり可燃物であるが着火性はさほど高くなく、炭へ確実かつ迅速に着火するために用いられる。火起こし自体は炭を保持する容器に過ぎず、炭への着火に際して炎が上がる熱源に乗せて（あるいは被せて）使用する。
現代の日本の火起こしは片手鍋に似た形状で、底に炎を通す穴が開いており、ガス焜炉などに乗せて使用する。着火後の炭を茶室へ運び入れる炭十能とあわせ、広義の茶道具に含まれる。
バーベキューなどで使われる火起こしは英語圏で「チムニースターター」「チャコールスターター」あるいは「ファイヤースターター」と呼ばれ、日本語ではこれを略して「チャコスタ」とも呼ばれている。